# Historicidad y origen de la resurrección de Jesús
La historicidad y origen de la resurrección de Jesús ha sido objeto de la investigación y el debate histórico, así como un tema de discusión entre los teólogos. Los relatos de los Evangelios, incluyendo la tumba vacía y las apariciones del Jesús resucitado a sus seguidores, han sido interpretados y analizados en diversas formas, y se han visto de manera diversa, como relatos históricos de un evento literal, como relatos exactos de experiencias visionarias, como parábolas escatológicas no literales, y como fabricaciones de los primeros escritores cristianos, entre varias otras interpretaciones. Se ha sugerido, por ejemplo, que Jesús no murió en la cruz, que la tumba vacía fue el resultado del robo del cuerpo de Jesús, o, como era común con crucifixiones romanas, que Jesús nunca fue sepultado.

## Antecedentes históricos

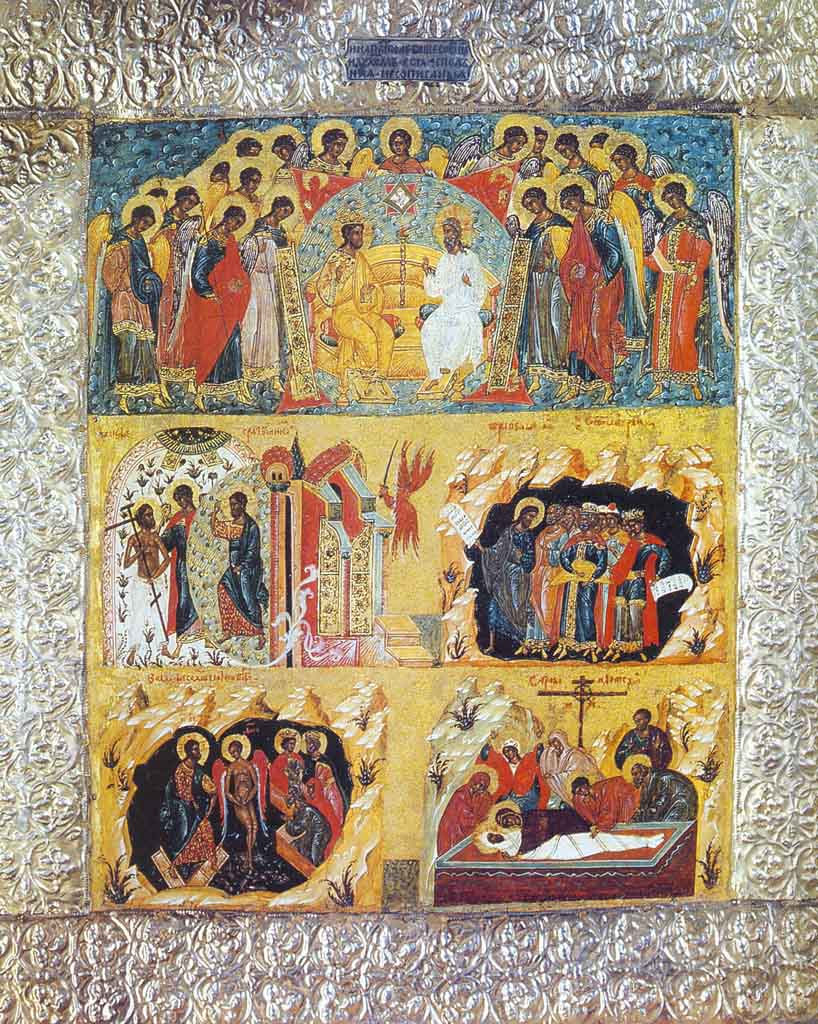
Icono de 5 partes de la resurrección, Monasterio de Solovetsky,.

La creencia en un futuro, en general la resurrección de los muertos, era común en el judaísmo del Segundo Templo, y fue un tema largamente debatido entre los judíos religiosos durante el período histórico que vio el surgimiento del cristianismo como una religión distinta. En el contexto del judaísmo de finales del Segundo Templo (c. 516 a. C.–70 d. C.), la resurrección de los muertos era una doctrina sostenida por la mayoría de los judíos palestinos del siglo I. Los fariseos, un popular movimiento religioso dirigido por los rabinos, señaló su creencia en una resurrección que venía en el fin de los días a partir de textos bíblicos tales como Isaías 26:19 y Ezequiel 37:5, y considerado como un parte clave de la Era Mesiánica, mientras que sus oponentes, los saduceos, no sostenían estas creencias. La creencia era especialmente relevante en el contexto del martirio, con la advertencia de los fariseos de serias consecuencias para quienes lo negaran.
La Mishná, una codificación del siglo III de la farisaica Torá Oral, redactada por Yehudah Hanasí y posteriormente incorporada en el Talmud, contiene numerosas referencias a la resurrección de los muertos, incluyendo lo siguiente en Tratado Sanedrín:
Todo Israel tiene una porción en el mundo por venir, porque está escrito: «Tu pueblo son todos justos, ellos heredarán la tierra para siempre; renuevos de mi plantío, obra de mis manos, para que yo sea glorificado». Pero los siguientes no tendrán parte en ella: Quienes sostienen que la resurrección no es una doctrina bíblica, que la Torá no fue revelada por Dios, y un hereje.
Aunque los desacuerdos sobre los detalles exactos y el momento del evento han persistido, (con Maimónides se sugiere que se llevará a cabo después de la inauguración del reino mesiánico y sin la participación de los órganos corporales) la creencia en la resurrección ha seguido siendo un factor importante en la escatología judía. En la Baja Edad Media, la creencia en la resurrección de los muertos se convirtió en una parte firmemente establecida de la ortodoxia judía, codificada como la última de los trece principios de fe de Maimónides. Es objeto de múltiples oraciones en la liturgia judía diaria, incluido en el Elohai Neshama y en la segunda bendición de la Amidá.

## Relatos del Nuevo Testamento
Los primeros cristianos proclamaron a Jesús como el Cristo resucitado, como se registra en los primeros escritos como las cartas de Pablo. En su primera epístola a los corintios (1 Corintios 15:1-8), Pablo recita un credo que dice que recibió en su conversión. Paul Barnett escribe que esta fórmula, entre otras, era una variante «una tradición temprana básica que Pablo ‹recibió› en Damasco de Ananías, aproximadamente en el 34 [d.C.]».[cita requerida] Además de los escritos de Pablo, la predicación del apóstol Pedro en los Hechos de los Apóstoles, que se cree ampliamente que refleja la predicación aramea judeocristiana, declara que Jesús murió y fue resucitado por Dios, y que los apóstoles fueron testigos de esta resurrección.
Los manuscritos más antiguos del Evangelio de Marcos (el más antiguo de los evangelios canónicos, compuesto c. 70 d. C.) rompen abruptamente la narración en Marcos 16:8, cuando los hombres de la tumba vacía anuncian la resurrección de Jesús, careciendo de las apariciones post-resurrección de Jesús. Marcos 16:9-20 no aparece en los manuscritos más antiguos. Muchas traducciones modernas señalan un final de Marcos en 16:8, con la frase «porque tenían miedo», a veces añadiendo 16:8-20 en cursiva o una nota al pie. Por ejemplo, la inglesa New Revised Standard Version da tanto el ‹final largo›, es decir, 16:8-20, y otra variante del ‹final corto› después de Marcos 16:8. Los estudiosos no están de acuerdo sobre si la obra original terminó en 16:8 o si la última parte, quizás la última página, ha desaparecido. John Fenton escribe que si el autor de Marcos pretende poner fin en 16:8, esto no significa que «no creía que Cristo había resucitado», debido a que él se refiere a la resurrección directa e indirectamente en numerosas ocasiones a lo largo de su obra. Reginald Fuller cree que «el escritor parecía conocer tales apariciones, al parecer a Pedro y a los otros en Galilea». Los miembros del Jesus Seminar creían que María Magdalena, Pablo y Pedro tuvieron genuinas experiencias visionarias del Jesús resucitado.

## Análisis académico

### Como acontecimiento histórico
El estudioso del Nuevo Testamento y teólogo E.P. Sanders sostiene que un complot concertado para fomentar la creencia en la resurrección  probablemente habría dado lugar a una historia más coherente, y que algunos de los que participaron en los acontecimientos dieron sus vidas por sus creencias. Sanders ofrece su propia hipótesis, afirmando que: «parece haber sido una competición: ‹Yo lo vi›, ‹yo también›, ‹las mujeres lo vieron primero›, ‹no, yo lo hice; ellos no lo vieron en absoluto›, y así sucesivamente». En la defensa de la historicidad de la resurrección, Sanders va aún más allá: «Que los seguidores de Jesús (y más tarde Pablo) tuvieron experiencias de resurrección es, a mi juicio, un hecho. Lo que en realidad dio origen a las experiencias es algo que desconozco».
James D.G. Dunn escribe que, mientras que la experiencia de la resurrección del apóstol Pablo era «de carácter visionario» y «ni material ni físico», las relatos en los Evangelios son muy diferentes. Sostiene que «el ‹realismo masivo› de las apariciones [de los Evangelios] sólo pueden ser descritar como visionarias con grandes dificultades – y ciertamente rechazar la descripción de Lucas no es apropiado» y que la primera concepción de la resurrección en la comunidad cristiana de Jerusalén era física. Por el contrario, Helmut Koester escribe que los relatos de la resurrección fueron originalmente epifanías en las que los discípulos estaban llamados a un ministerio de un Jesús resucitado, y se interpretaron como prueba física del evento a la etapa secundaria. Sostiene que los relatos más detalladas de la resurrección también son secundarios y no provienen de fuentes históricamente confiables, en lugar de pertenecer al género de tipo narrativo.

### Como metáfora
En su libro The First Coming: How the Kingdom of God Became Christianity (La Primera Venida: Cómo el Reino de Dios se convirtió en el cristianismo), Thomas Sheehan afirma que incluso el relato de Pablo de la resurrección no está destinado a ser tomado como una referencia a un levantamiento de la tumba literal o físico, y que las historias de una resurrección corporal no aparecieron hasta mucho después, tanto como la mitad de un siglo después de la crucifixión. En cambio, Sheehan cree que el entendimiento de Pablo (y tal vez Pedro) de la resurrección es metafísico, así como las historias de la figurativa resurrección de Cristo, reflejando su triunfante «entrada a la presencia escatológica de Dios», y que la referencia de Pablo a Cristo resucitando «al tercer día» (1 Corintios 15:4) «no es una designación cronológica, sino un símbolo apocalíptico para el escatológico acto salvífico de Dios, que estrictamente hablando no tiene fecha en la historia. Así, el ‹tercer día› no se refiere al domingo 09 de abril de 30 d.C., o para cualquier otro momento en el tiempo. Y en cuanto al ‹lugar› donde se produjo la resurrección, la fórmula en 1 Corintios no afirma que Jesús resucitó de la tumba, como si el levantamiento fuera una resurrección física y, por lo tanto, temporal. Sin estar comprometido con ningún física sobrenatural de la resurrección, la frase ‹que resucitó al tercer día› simplemente expresa la creencia de que Jesús fue rescatado de la suerte de ausencia absoluta de Dios (la muerte) y fue admitido a la presencia salvadora de Dios (el futuro escatológico)».
Según Richard C. Carrier:
El cristianismo comenzó probablemente (...) con una idea diferente de la resurrección que se clama en la actualidad. La evidencia sugiere que los primeros cristianos, al menos hasta e incluyendo a Pablo, pensaban que el «alma» de Cristo fue llevada al cielo y vestida con un cuerpo nuevo, después de salir de su viejo cuerpo en la tumba para siempre. La historia posterior, que Jesús en realidad salió de la tumba con el mismo cuerpo que entró en ella, dejando una tumba vacía para asombrar a todos, fue probablemente una leyenda que se desarrolló en el transcurso del primer siglo, comenzando con una metafórica «tumba vacía» en el Evangelio de Marcos. (...)  A finales del siglo primero, la facción cristiana que ganaría poder total tres siglos más tarde, y por lo tanto la que preservaría sus escritos para la posteridad, había llegado a creer en la verdad literal de la leyenda posterior, olvidando o repudiando la doctrina original de Pablo.
Carrier también describe algunas cuestiones relativas a la procedencia de los relatos evangélicos de la resurrección: «Más allá de una mera conjetura, no hay indicación alguna de que [los escritores de los evangelios] tenían cualquier otra fuente de información para los cambios y adiciones que hicieron», y «Lucas afirma tener muchas fuentes, pero no dice quién o de qué material».
Aquellos que piensan que Pablo era un gnóstico cristiano tienen la creencia de que Pablo habla de la resurrección como una alegoría o que Pablo pensaba que Jesús nunca fue un ser humano.
Sin embargo, varios académicos han defendido que Pablo sí creía que el cuerpo de Jesús había resucitado físicamente, y que esta creencia también se ve reflejada en el credo pre-Paulino de 1 Corintios 15.

### Dudas de la historicidad y otras interpretaciones
Peter Kirby, el fundador de EarlyChristianWritings.com, afirma que «muchos estudiosos dudan de la historicidad de la tumba vacía». De acuerdo con Robert M. Price, «[a] los apologistas [cristianos] les encanta hacer la afirmación que [...] la resurrección de Jesús es el mejor evento atestiguado en la historia», pero «los argumentos probabilísticos» muestran que «la resurrección es cualquier cosa menos un caso evidente». Robert Greg Cavin, profesor de Filosofía y Estudios Religiosos en el Cypress College, afirma que: «nuestras únicas fuentes de las posibles pruebas, las tradiciones de Pascua neotestamentarias, están muy lejos de proporcionar el tipo de información necesaria para establecer la hipótesis de la resurrección».
El erudito bíblico Geza Vermes analiza este tema en su libro, The Resurrection (La Resurrección). Llega a la conclusión de que hay ocho posibles teorías para explicar la resurrección de Jesús. Vermes expone sus acotaciones de la siguiente manera:
He omitido los dos extremos que no son susceptibles de juicio racional, la fe ciega del creyente fundamentalista y el rechazo del escéptico empedernido fuera de alcance. Los fundamentalistas aceptan la historia, no como está escrita en los textos del Nuevo Testamento, sino reformada, transmitida e interpretada por la tradición de la Iglesia. Ellos alisan las asperezas y se abstienen de hacer preguntas tediosas. Los no creyentes, a su vez, tratan a toda la historia de la Resurrección como el producto de la imaginación de los primeros cristianos. La mayoría de los investigadores con un conocimiento superficial de historia de las religiones se encontrarán entre estos dos polos.
A partir de su análisis, Vermes presenta los seis restantes posibilidades para explicar el relato de la resurrección de Jesús: (1) «El cuerpo fue retirado por alguien ajeno a Jesús», (2) «el cuerpo de Jesús fue robado por sus discípulos», (3) «la tumba vacía no era la tumba de Jesús», (4) «Enterrado vivo, Jesús más tarde salió de la tumba», (5) «Jesús se recuperó de un coma y se fue de Judea», y (6) «la posibilidad de que hubiera una ‹resurrección espiritual, no corporal›». Vermes establece que ninguna de estas seis posibilidades son susceptibles a ser históricas.
Según N.T. Wright en su libro The Resurrection of the Son of God (La Resurrección del Hijo de Dios): «No puede haber ninguna duda: Pablo es un firme creyente de la resurrección corporal. Se pone de pie con sus compatriotas judíos en contra de las filas congregadas de los paganos; con sus compañeros fariseos en contra de los judíos». De acuerdo con Gary Habermas: «Muchos otros estudiosos han hablado en apoyo de una noción corporal de la resurrección de Jesús».
Habermas también señala tres hechos en apoyo de la creencia de Pablo de un resurrección corporal y física: (1) Pablo era un fariseo y por lo tanto (a diferencia de los saduceos) creía en una resurrección física, (2) en Filipenses 3:11 Pablo dice: «si en alguna manera llegase a la exanastasin (resurrección) de entre los muertos», que según Habermas significa que «lo que va hacia abajo es lo que viene». Y (3) en Filipenses 3:20-21 «esperamos al Salvador, al Señor Jesucristo; el cual transformará el sōma (cuerpo) de la humillación nuestra, para que sea semejante al sōmati (cuerpo) de la gloria suya». Según Habermas, si Pablo quería decir que íbamos a cambiar en un cuerpo espiritual, entonces habría utilizado el griego pneuma en lugar de sōma.
Flavio Josefo (c. 37- c. 100), un judío y ciudadano romano que trabajó bajo el patrocinio de los Flavios, escribió las Antigüedades de los Judíos (c. 93) que contiene un pasaje conocido como el Testimonium Flavianum. Este pasaje menciona a Juan el Bautista y a Jesús como dos hombres santos entre los judíos. La mayoría de los estudiosos modernos creen que el texto original de la obra ha sido cambiado por los editores cristianos. El texto menciona la muerte y resurrección de Jesús:
Cuando Pilato, frente a la denuncia de aquellos que son los principales entre nosotros, condenó [a Jesús] a ser crucificado, aquellos que lo habían amado primero no dejaron [de seguirlo], porque se les apareció al tercer día, viviendo de nuevo, como lo habían anunciado los divinos profetas que habían predicho de él ésta y otras mil cosas maravillosas.
Hay varios otros argumentos en contra de la historicidad de la historia de la resurrección. Por ejemplo, se ha señalado el número de otras figuras históricas y dioses con relatos similares sobre la muerte y resurrección. Sin embargo, el consenso de la mayoría de los estudiosos de la Biblia es que el género de los Evangelios es una especie de antigua biografía y no un mito. Robert M. Price afirma que si la resurrección podría, de hecho, demostrarse a través de la ciencia o la evidencia histórica, el evento perdería sus cualidades milagrosas. En un argumento más centrado, Carrier afirma que: «La evidencia sobreviviente jurídica e histórica sugiere que Jesús no fue enterrado formalmente la noche del viernes, ‹pero que› tenía que haber sido colocado el sábado por la noche en un cementerio público especial reservado para los condenados. En esta teoría, las mujeres que visitaron la tumba domingo por la mañana confundieron su lugar».
Según el erudito John Granger Cook, existen una serie de textos históricos fuera de los evangelios que muestran que los cuerpos de algunos muertos crucificados por los romanos fueron enterrados por familiares o amigos. Cook escribe que "esos textos muestran que la narración del entierro de Jesús por parte de José de Arimatea sería perfectamente comprensible para un lector grecorromano de los evangelios e históricamente creíble".
El historiador del Nuevo Testamento Bart D. Ehrman reconoce que: «Algunos estudiosos han argumentado que es más plausible que, de hecho, Jesús fue colocado en un terreno de entierro común (que en ocasiones ha pasado), o fue, como muchas otras personas crucificadas, simplemente dejada para ser comido por los animales carroñeros». Él profundiza más allá al decir: «[L]os relatos son bastante unánimes en decir (los primeros relatos son unánimes en decir) que Jesús fue, de hecho, enterrado por su seguidor, José de Arimatea, por lo que es relativamente fiable que esto es lo que haya sucedido».

#### Intentos de explicación desde la psicología
El historiador Fernando Bermejo Rubio, escéptico acerca de la historicidad de estas narraciones, ha integrado en su estudio de la resurrección y posterior divinización de Jesús de Nazaret las más recientes investigaciones en el ámbito de las ciencias de la conducta. Para explicar la exaltación de Jesús por sus seguidores tras su muerte, Bermejo recurre a la teoría de la disonancia cognitiva acuñada por el psicólogo social Leon Festinger en los años 50 y aplicada al estudio del cristianismo en las últimas décadas del siglo XX. Según esta hipótesis, la inesperada muerte de Jesús en la cruz habría chocado con las pretensiones de sus discípulos de ver establecido el reino prometido en Israel; para poder superar esta contradicción y la humillación sufrida al frustrarse sus esperanzas de esa manera, los miembros restantes del grupo tratarían de racionalizar tal situación, negando para ello la información desfavorable y reinterpretando el resto como si sus objetivos hubiesen sido ya cumplidos. De ahí que divulgaran la resurrección de su líder y lo divinizasen, reduciendo la disonancia para cohesionar de este modo al grupo y sumar más seguidores tras un intenso proselitismo, salvaguardando así su autoestima.
También se ha recurrido a explicar tales fenómenos desde la psicología de la memoria y la neurobiología, subrayando la poca fiabilidad de tales recuerdos con el paso del tiempo, pues estos son siempre reelaborados activamente por los testigos de los hechos según sus vivencias, expectativas y emociones. También se enfatiza, siguiendo al sociólogo Maurice Halbwachs, que la memoria tiene una dimensión social y los recuerdos están condicionados por las afirmaciones e influencia de los demás, especialmente en grupos cerrados y proselitistas. Las apariciones de Jesús tras su muerte se explicarían, a su vez, por una predisposición a experimentarlas en función del estado de ánimo (ansiedad, entusiasmo) del sujeto y las creencias compartidas por los miembros del mismo entorno sociocultural. En este caso, Bermejo Rubio utiliza el paradigma de la presencia sentida como el más probable para explicar estos fenómenos, alejándose de explicaciones alternativas sobre un posible origen psicopatológico o fraudulento de las mismas, según él menos aclaratorias.
Algunos autores cristianos consideran los intentos de explicar los orígenes de la creencia cristiana en la resurrección de Jesús en base a teorías psiquiátricas o psicopatológicas como inverosímiles. Entre las críticas que se han hecho a estas teorías, se ha alegado que aunque la conmoción por la muerte de Jesús podría haber ocasionado visiones del mismo por parte de algún discípulo, resultaría improbable que el conjunto de los discípulos hubiesen tenido tales visiones, ya que las alucinaciones son —en opinión de estos autores— un fenómeno que ocurre de manera exclusivamente individual y no colectivamente. También se afirma que es poco probable que tales visiones se hubieran considerado como encuentros reales con un Jesús físicamente vivo. O bien podría haber una especie de histeria colectiva.